# Ga Lạc Sơn
Ga Lạc Sơn là một nhà ga xe lửa tại huyện Tuyên Hóa, tỉnh Quảng Bình. Nhà ga là một điểm của đường sắt Bắc Nam và nối với ga Ngọc Lâm với ga Lệ Sơn.

## Các tuyến
- Đường sắt Bắc Nam